# Tipitipitì (album)
Tipitipitì è un album discografico della cantante italiana Orietta Berti, pubblicato nel 1970 dalla Polydor.

## Descrizione
L'album è costituito sostanzialmente da brani già apparsi su 45 giri nei due anni precedenti, ed altri già apparsi nel precedente LP Dolcemente, com' era consuetudine in quegli anni per la compilazione dei long playng, scritti da prestigiose firme come Lorenzo Pilat, Aldo Cazzulani, Daniele Pace e Mario Panzeri.
Nell'album furono inclusi molti dei singoli più famosi della cantante tra cui Tipitipitì/Osvaldo tango, Quando l'amore diventa poesia/Agli occhi miei non crederò e L'altalena/Lui, lui, lui. L'unico brano inedito del disco è rappresentato da Cento secoli.

## Edizioni
L'album fu pubblicato in Italia in LP ed MC dalla Polydor, con numero di catalogo 2449 001.
Non esiste una versione pubblicata in CD, download digitale o per le piattaforme streaming.

## Tracce
1. Tipitipitì
2. L'altalena
3. Osvaldo tango
4. Un fiore dalla luna
5. Quando l'amore diventa poesia
6. Se mi innamoro di un ragazzo come te
7. Una bambola blu
8. Dove, quando
9. Lui, lui, lui
10. Cento secoli
11. Agli occhi miei non crederò
12. Che ti importa se sei stonato